# Điện mặt trời Yên Định
Nhà máy Điện mặt trời Yên Định là nhà máy điện mặt trời xây dựng trên vùng đất xã Yên Thái huyện Yên Định tỉnh Thanh Hóa, Việt Nam 
Điện mặt trời Yên Định có công suất thiết kế 30 MW, khởi công tháng 10/2017, dự kiến hoàn thành tháng 12/2018 .
Dự án có diện tích công tác gần 650 nghìn m² trong đó phần lớn là tận dụng mặt hồ Bứa, với 90.640 tấm pin năng lượng mặt trời .